# Freya (godin)
Freya, ook wel Frea of Freyja genoemd, is de noordse godin van de vruchtbaarheid, huwelijk de liefde en de wellust.
Freya was mooi en machtig (zo'n vrouw wordt frova genoemd). Ze was tegelijk ook een vechtersbaas. Van tijd tot tijd streed ze mee in een of andere veldslag. Als het erop aankwam, wierp ze zich met evenveel vuur in de strijd als een Walkure. Dat is ook de reden dat Freya soms wordt beschouwd als de aanvoerster van de Walkuren, maar dat is Odin in wiens dienst zij staan.
Freya was volgens de Germanen de mooiste van alle goden en godinnen.

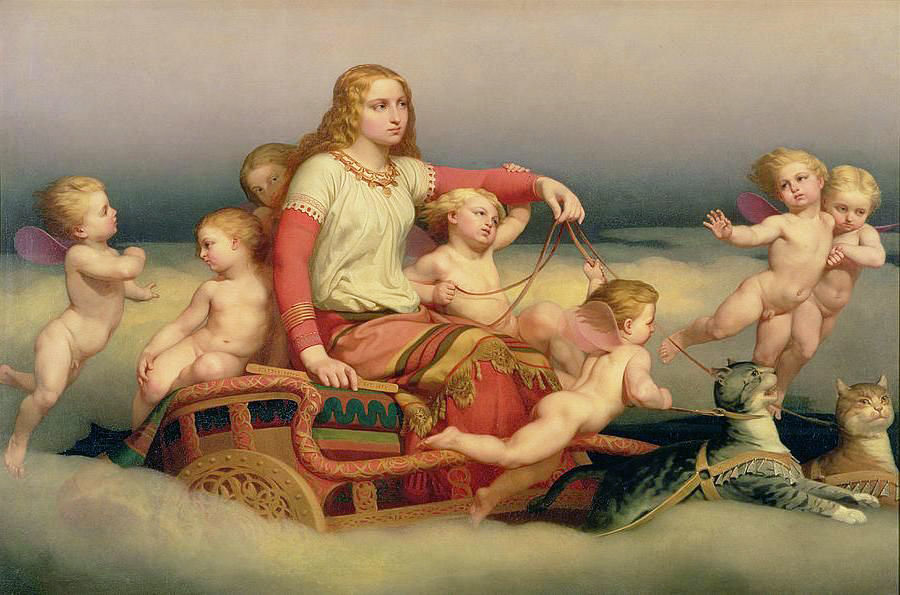
Freya in haar wagen getrokken door katten, door Nils Blommér.

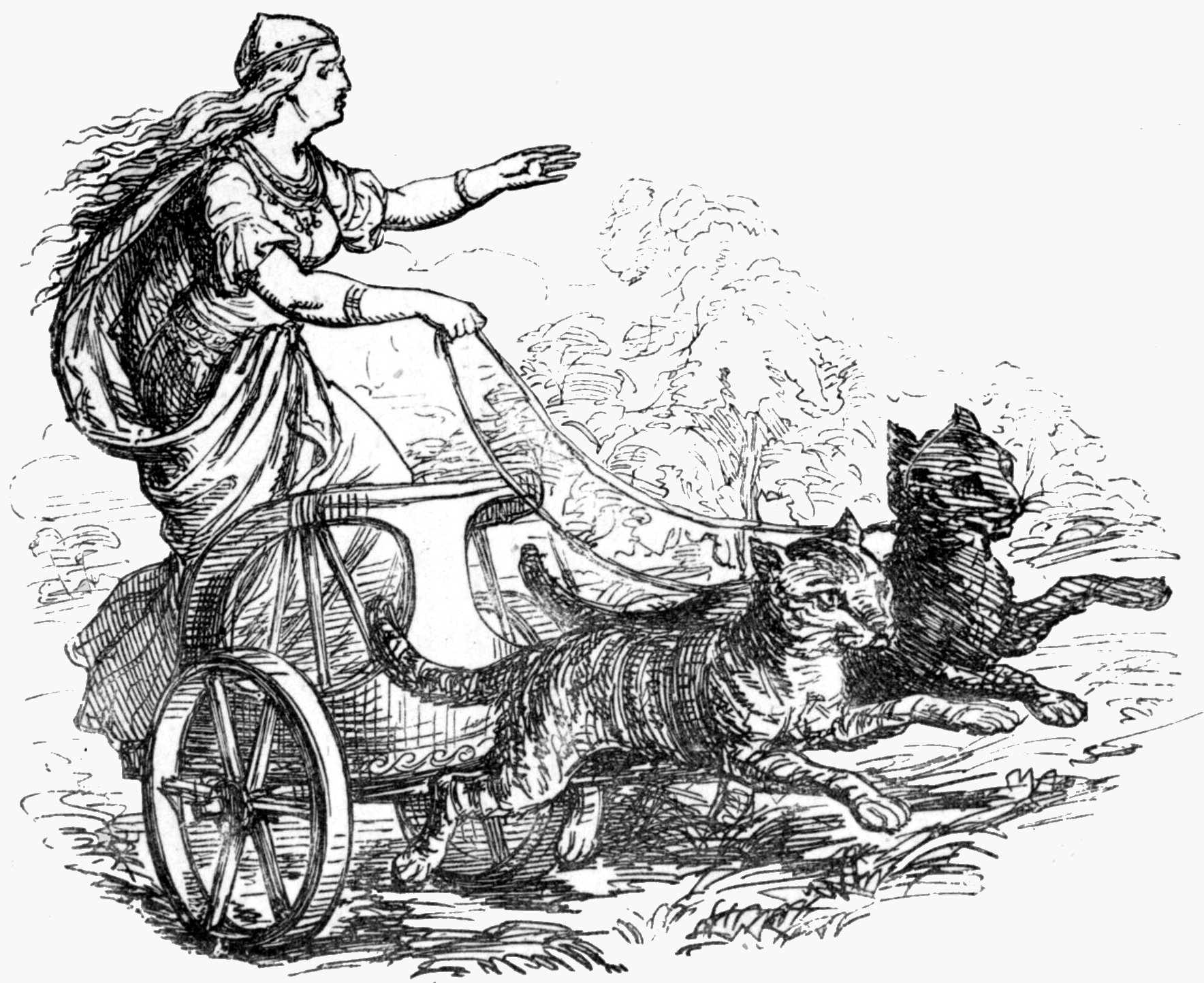
Freya en haar katten, 1865

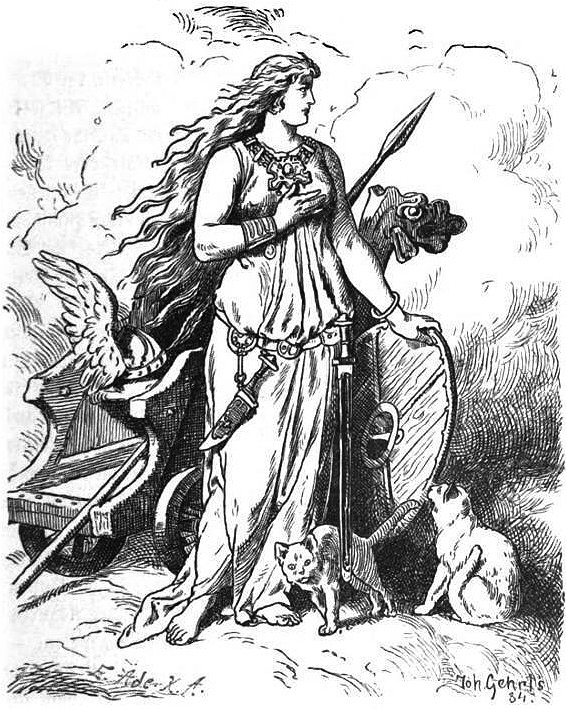
Freya en haar katten, door Johannes Gehrts

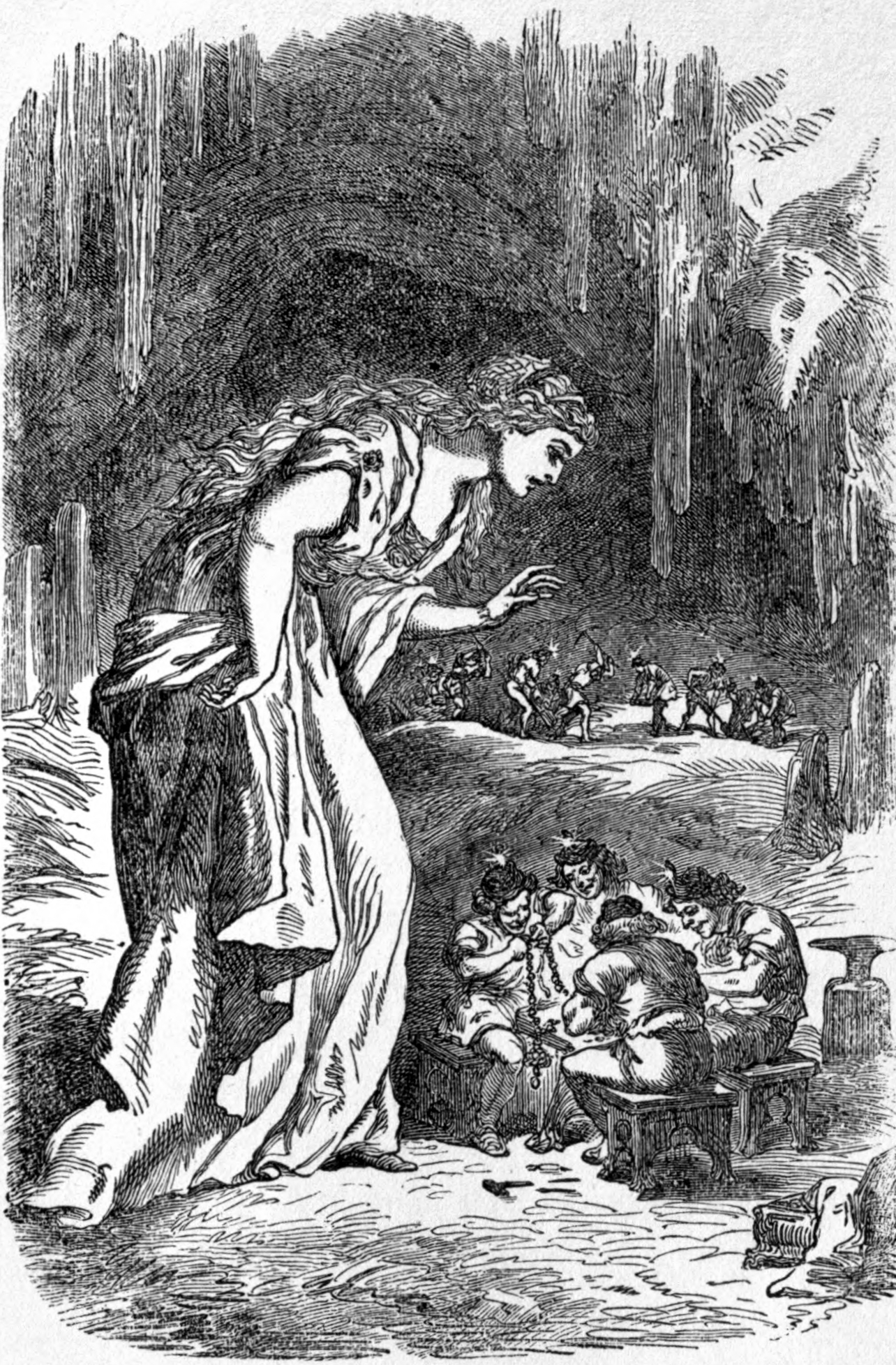
Freya in de grot van de dwergen

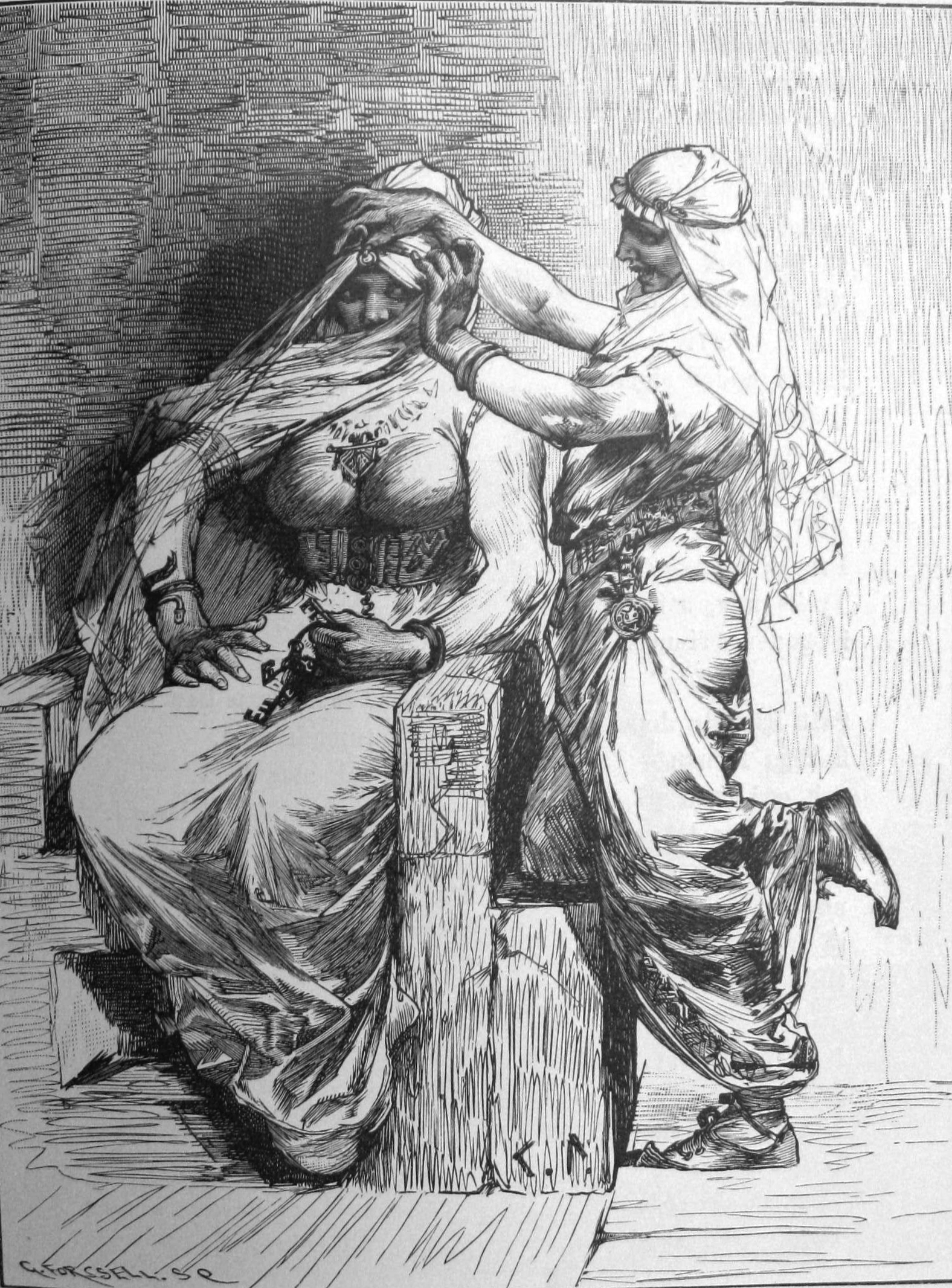
Thor verkleed als Freya, ook Loki is verkleed als vrouw

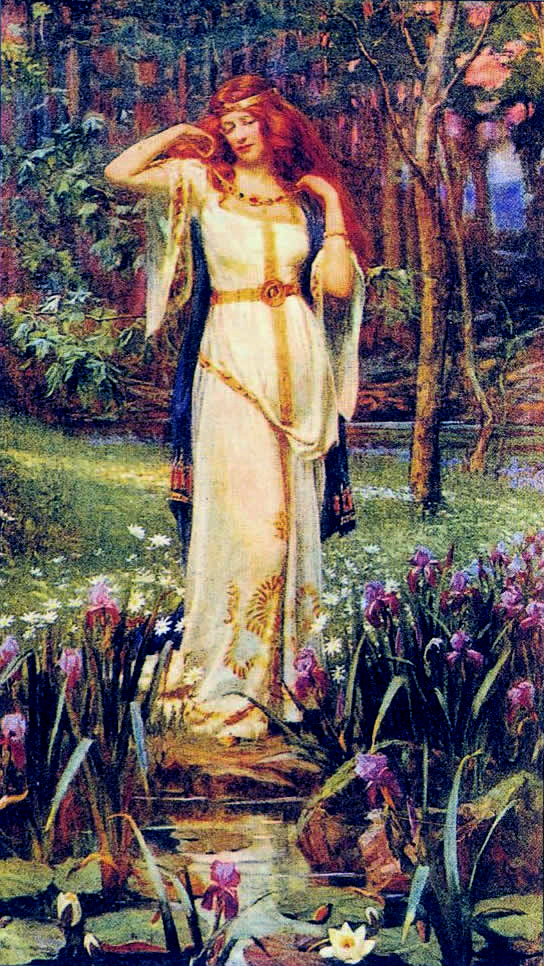
Freya door J. Doyle Penrose (1862-1932)

## Attributen
Freya bezat voor een Noordse godin veel attributen. De bekendste hiervan is het Brisingamen-halssnoer. In het Flateyjarbók is een verhaal overgeleverd over de manier waarop zij dit sieraad in haar bezit kreeg: de makers van deze ketting waren vier dwergen. Deze dwergen eisten van haar dat zij met elk van hen één nacht zou doorbrengen in ruil voor het sieraad, waarmee zij instemde. Het Flateyjarbók is in de veertiende eeuw geschreven door twee christelijke priesters. Er is daarom reden voor twijfel of dit een waarheidsgetrouwe weergave is van de verhalen die in de tijden vóór het christendom werden verteld.
Er bestaat ook een moderne interpretatie van dit verhaal: deze is dat elk van de dwergen een van de vier elementen symboliseert. Door zich met de essentie van elk van deze elementen te verenigen verwierf Freya wijsheid en kracht die worden gesymboliseerd door Brisingamen.
Een ander zeer bekend attribuut van Freya vormen haar boskatten, die haar strijdwagen voorttrekken. Deze dieren zie je bijna altijd met Freya afgebeeld. Deze boskatten, die als haar troeteldieren werden beschouwd, stonden symbool voor de magie waarvan Freya ook de godin was. De ene boskat is zwart en de andere wit. Later in de tijd van de christenen werd Freya in de ban gedaan en werden haar boskatten als kwade krachten beschouwd. Dat wil zeggen, alleen de zwarte boskat; de witte kat werd door de christenen weggelaten. Dit is ook de reden dat een zwarte kat als magisch wordt beschouwd.
Ook had Freya een ander attribuut dat ook symbool stond voor haar magie, namelijk een mantel van arends- of haviksveren. Hiermee kon ze zich op elk moment in een vogel veranderen. In de Þrýmskviða leent ze dit kledingstuk uit aan Loki, waardoor hij verkleed als de dienares van Freya met Thor mee kan naar de reus Thymr.
Voor de Vikingen waren de Plejaden de kippen van Freya (ook in andere Noord-Europese culturen, zoals de oud-Engelse en oud-Duitse, wordt deze sterrengroep voorgesteld als een kip met kuikens.)

## Verwantschappen
Freya is oorspronkelijk een van de Wanen. Dat is de meer aardse familie van goden, naast de Asen, die atmosferische goden zijn. Ze wordt weleens vereenzelvigd met Odins vrouw Frigg (ook wel Frigga, Frija of Fricka genoemd), de Noordse godin van de vruchtbaarheid, die min of meer dezelfde verantwoordelijkheden heeft. Na de oorlog tussen de Asen en de Wanen behoren Freya en Freyr tot de Wanen die om de vrede te bekrachtigen in de Asgaard gaan wonen, het land van de Noorse natuur- en de vruchtbaarheidsgoden, terwijl Asen als Hœnir en Mímir bij de Wanen in Vanaheim gaan wonen.
Freya is de dochter van de god van de scheepvaart Njord. De god Freyr (of Frey) is haar tweelingbroer. Hoewel er ook wel gespeculeerd wordt dat Freyr gewoon de mannelijke vorm van Freya is. In Germaans/Noordse mythologie komen verschillende vormen of geslachten van één godheid wel meer voor. Denk bijvoorbeeld aan Odin of Loki die zich in veel verscheidene vormen en geslachten manifesteren.
Freya is getrouwd met Odr, en samen met hem heeft zij twee dochters, Hnossa (“juweel”) en Germesie.

## Mythen
Ook over deze godin bestaan er mythen. Zo speelde Freya een belangrijke rol in de bekende mythe over de hamer Mjölnir die door de reus Þrymr werd gestolen en als losgeld de hand van Freya vroeg. Freya echter wilde dit niet en zo moest Thor de Mjölnir zelf maar terughalen. Thor ging, verkleed als Freya, samen met Loki naar de reus op pad.
De reus had dit natuurlijk wel door, maar toch kon Thor zijn hamer terughalen en doodde daarna de reus.
Aegir moet dan de mede brouwen en Loki gedraagt zich onbehoorlijk op het feest, hij maakt ruzie met vele aanwezige goden en godinnen. Hij bespot zelfs Odin, als een landloper die met spoken speelt, zoals heksen en tovenaars dat doen. Loki beledigt Frigg en Freya, maar hij heeft ontzag voor Thor. Loki vertrekt als zalm, maar vertelt Aegir nog dat zijn bezittingen in vlammen zullen verdwijnen. De Asen kunnen Loki later vangen en binden hem vast.
Er bestaat ook een mythe over de reus die de funderingen van Asgard heeft gebouwd. Hij zou de zon, de maan en de hand van Freya als loon geëist hebben. Dit drietal werd destijds gezien als de vereniging van de krachten van het licht, de liefde en de groei. Maar door de sluwheid van Loki kreeg deze reus zijn muur om Asgard niet op tijd af en daarmee kreeg hij zijn loon ook niet. Loki deed dit door zichzelf te veranderen in een merrie (hij kon dus van gedaante en van geslacht veranderen) om het paard dat de spullen van de reus droeg af te leiden. Uit de gemeenschap van de merrie (Loki) en het paard ontstond volgens de mythen het achtbenige paard van Odin: Sleipnir.
Verder bestaat er nog een mythe die de seizoenen verklaart. Freya was namelijk getrouwd met Odr (Odhur) die erg van reizen hield. Op een dag verliet hij zijn vrouw en twee kinderen nadat Freya hem bedrogen had met vier dwergen om de Brísingamen te verkrijgen. Freya ging toen naar Odr op zoek en al snel brak de herfst aan en daarna de winter. Uiteindelijk vindt Freya Odr terug onder een mirtestruik en gaan ze samen weer terug naar Asgard. En tijdens de terugreis wordt het al snel weer lente.

## Freya als strijdgodin
Als strijdgodin berijdt Freya Hildisvín, de strijdever. In Hyndluljóð wordt verteld dat zij Ottar in een ever veranderde om hem te verbergen. De ever heeft een speciale relatie met de Noord-Europese mythologie, zowel in verband met zijn vruchtbaarheid als met zijn strijdlust. De ever werd als beschermende talisman gebruikt in oorlog, waarschijnlijk omdat echte evers bijzonder heftig kunnen aanvallen, (vooral wijfjes die hun jongen verdedigen). Helmen uit de 7e eeuw die in Zweden werden gevonden hebben afbeeldingen van strijders die grote evers dragen als helmteken. Ook in Beowulf wordt gezegd dat de ever op de helm dient om het leven van de krijger die hem draagt, te beschermen.
Een aantal uitverkorenen in de strijd worden door Freya naar haar burcht Folkvangr geroepen, waar zij in het hiernamaals een goed leven hebben. (Odin kiest van zijn kant ook eigen uitverkoren strijders voor zijn Walhalla, aldus Grímnismál
De negende hal heet Folkvang, waar briljante Freya
Beslist waar de krijgers zullen zitten:
Sommige gevallenen zijn voor haar,
En sommigen behoren Odin.
De associatie van Freya met de dood wordt aangestipt in Egils saga, wanneer zijn dochter Thorgerda (Þorgerðr) met zelfmoord dreigt na de dood van haar broer: “Ik zal niet eten tot ik bij Freya aanzit”.

## Homologen
Freya wordt beschouwd als de Noord-Europese tegenhangster van Venus en Aphrodite, al bezit ze een combinatie aan attributen die in geen enkele mythologie van andere Indo-Europese volkeren aanwezig is. Ze komt wat dat betreft dichter bij de Mesopotamische Ishtar, voor zover die ook zowel in de liefde als in de strijd is betrokken. Sommigen menen dat zij de meest directe mythologische opvolgster is van de hermafrodiete vruchtbaarheidsgod Nerthus.
Vrijdag is naar deze godin vernoemd, alhoewel er ook sterke naamverwantschap is met Frigg.

## Freia in “Der Ring des Nibelungen”

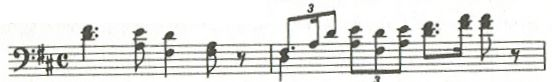
Het leidmotief voor Freia en haar gouden appels

“Freia” is een belangrijke figuur in Richard Wagners opera Das Rheingold. Freya is in de interpretatie van Wagner de zuster van Frigg. Zij is bij Wagner niet vechtlustig maar zij is de hulpeloos heen-en-weer rennende zorgzame vrouw in de door patriarchale figuren als Wodan overheerste godenfamilie der Asen. Freia is de godin van de schoonheid en alleen zij weet de appels der onsterfelijkheid te kweken waaraan de Asen hun eeuwige jeugd ontlenen. Wodan is zo onvoorzichtig om haar als gijzelaar aan de reuzenbroers Fasolt en Fafner uit te leveren. Zo werden de goden al snel oud en lelijk en om haar terug te krijgen moet de oppergod een enorme schat als losgeld betalen. Tot die schat behoren ook de Tarnhelm en de vervloekte ring van de Nibelung Alberich.
Bij de première in het Hoftheater in München werd de rol van Freia op 22 september 1869 door de sopraan Henriette Müller gezongen.

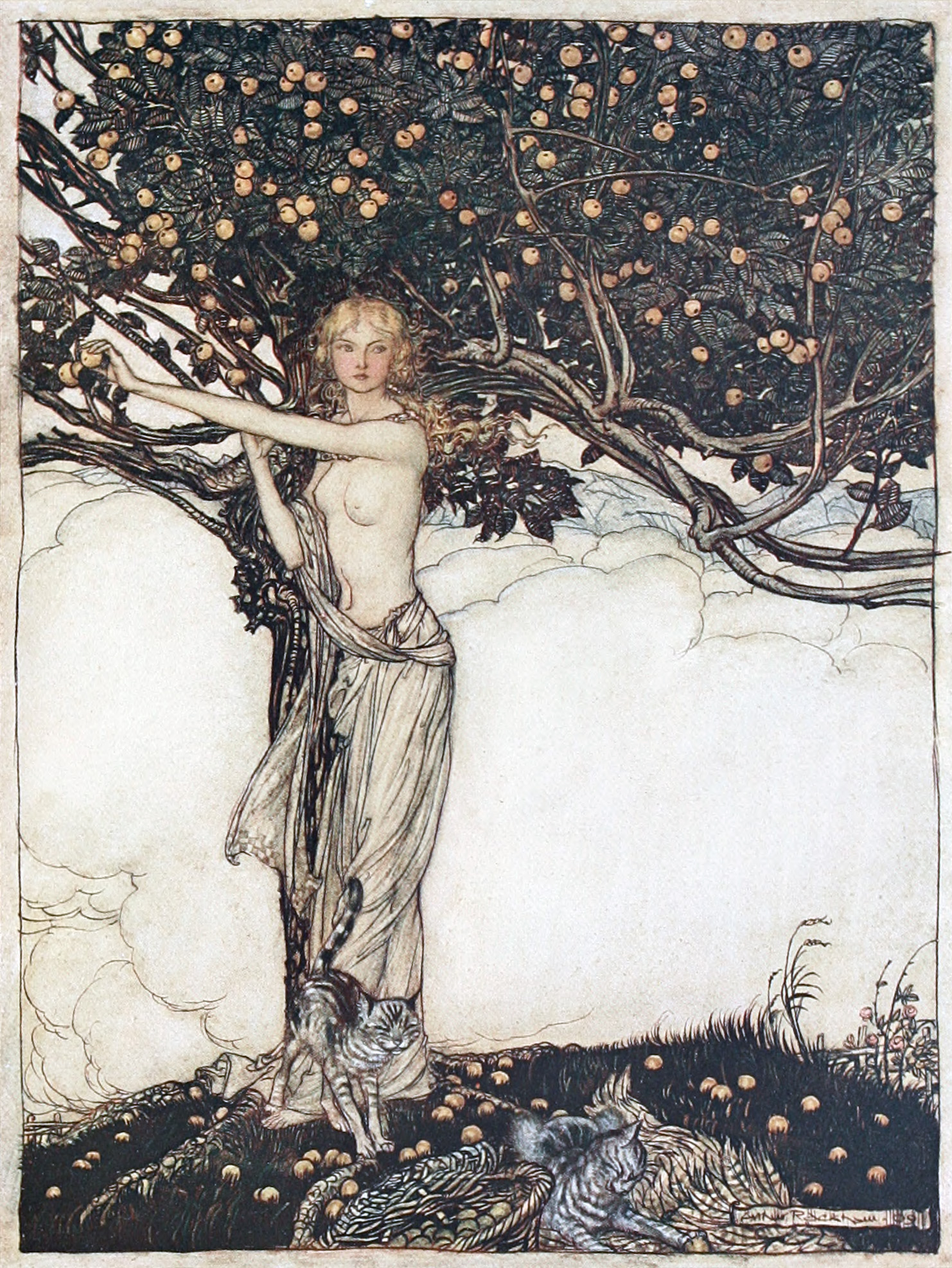
Freya en haar appelboom aan het eind van de wereld door  Arthur Rackham.
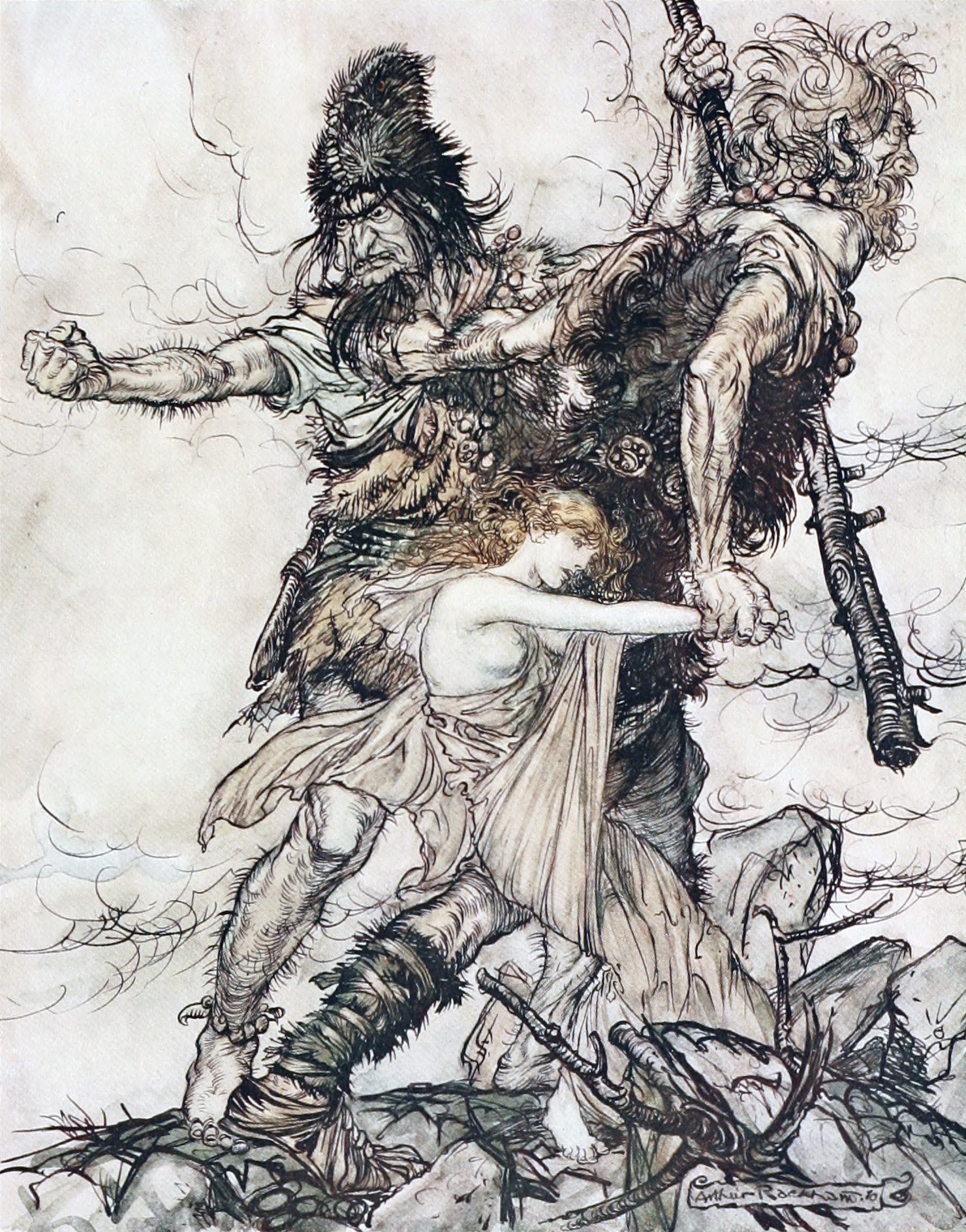
Freya wordt door reuzen meegenomen op deze illustratie door Arthur Rackham.
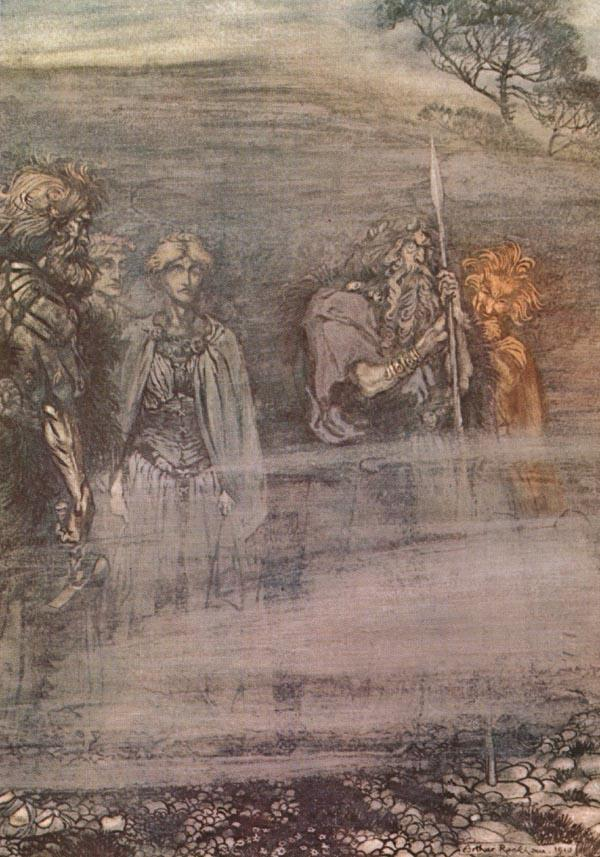
Thor, Frigg, Odin en vuurgod Loki worden oud op deze illustratie van Arthur Rackham.

## Stamboom
|        |        |        |        |        |        |  |  | Olvaldi |         |         |         |         |         |  |  |       |       |       |       |         |         |         |         |         |         |       |       |       |       |  |  |         |         |         |         |         |         |  |  |  |  |
|        |        |        |        |        |        |  |  |         |         |         |         |         |         |  |  |       |       |       |       |         |         |         |         |         |         |       |       |       |       |  |  |         |         |         |         |         |         |  |  |  |  |
|        |        |        |        |        |        |  |  |         |         |         |         |         |         |  |  |       |       |       |       |         |         |         |         |         |         |       |       |       |       |  |  |         |         |         |         |         |         |  |  |  |  |
| Thjazi | Thjazi | Thjazi | Thjazi | Thjazi | Thjazi |  |  | Iði     | Iði     | Iði     | Iði     | Iði     | Iði     |  |  | Gangr | Gangr | Gangr | Gangr | Gangr   | Gangr   |         |         |         |         |       |       |       |       |  |  |         |         |         |         |         |         |  |  |  |  |
| Thjazi | Thjazi | Thjazi | Thjazi | Thjazi | Thjazi |  |  | Iði     | Iði     | Iði     | Iði     | Iði     | Iði     |  |  | Gangr | Gangr | Gangr | Gangr | Gangr   | Gangr   |         |         |         |         |       |       |       |       |  |  |         |         |         |         |         |         |  |  |  |  |
|        |        |        |        |        |        |  |  |         |         |         |         |         |         |  |  |       |       |       |       |         |         |         |         |         |         |       |       |       |       |  |  |         |         |         |         |         |         |  |  |  |  |
| Skaði  | Skaði  | Skaði  | Skaði  | Skaði  | Skaði  |  |  | Njord   | Njord   | Njord   | Njord   | Njord   | Njord   |  |  | ?     | ?     | ?     | ?     | ?       | ?       |         |         | Gymir   | Gymir   | Gymir | Gymir | Gymir | Gymir |  |  | Aurboða | Aurboða | Aurboða | Aurboða | Aurboða | Aurboða |  |  |  |  |
| Skaði  | Skaði  | Skaði  | Skaði  | Skaði  | Skaði  |  |  | Njord   | Njord   | Njord   | Njord   | Njord   | Njord   |  |  | ?     | ?     | ?     | ?     | ?       | ?       |         |         | Gymir   | Gymir   | Gymir | Gymir | Gymir | Gymir |  |  | Aurboða | Aurboða | Aurboða | Aurboða | Aurboða | Aurboða |  |  |  |  |
|        |        |        |        |        |        |  |  |         |         |         |         |         |         |  |  |       |       |       |       |         |         |         |         |         |         |       |       |       |       |  |  |         |         |         |         |         |         |  |  |  |  |
|        |        |        |        |        |        |  |  |         |         |         |         |         |         |  |  |       |       |       |       |         |         |         |         |         |         |       |       |       |       |  |  |         |         |         |         |         |         |  |  |  |  |
| Óðr    | Óðr    | Óðr    | Óðr    | Óðr    | Óðr    |  |  | Freya   | Freya   | Freya   | Freya   | Freya   | Freya   |  |  | Freyr | Freyr | Freyr | Freyr | Freyr   | Freyr   |         |         | Gerdr   | Gerdr   | Gerdr | Gerdr | Gerdr | Gerdr |  |  | Beli    | Beli    | Beli    | Beli    | Beli    | Beli    |  |  |  |  |
| Óðr    | Óðr    | Óðr    | Óðr    | Óðr    | Óðr    |  |  | Freya   | Freya   | Freya   | Freya   | Freya   | Freya   |  |  | Freyr | Freyr | Freyr | Freyr | Freyr   | Freyr   |         |         | Gerdr   | Gerdr   | Gerdr | Gerdr | Gerdr | Gerdr |  |  | Beli    | Beli    | Beli    | Beli    | Beli    | Beli    |  |  |  |  |
|        |        |        |        |        |        |  |  |         |         |         |         |         |         |  |  |       |       |       |       |         |         |         |         |         |         |       |       |       |       |  |  |         |         |         |         |         |         |  |  |  |  |
|        |        |        |        |        |        |  |  |         |         |         |         |         |         |  |  |       |       |       |       |         |         |         |         |         |         |       |       |       |       |  |  |         |         |         |         |         |         |  |  |  |  |
| Hnoss  | Hnoss  | Hnoss  | Hnoss  | Hnoss  | Hnoss  |  |  | Gersimi | Gersimi | Gersimi | Gersimi | Gersimi | Gersimi |  |  |       |       |       |       | Fjölnir | Fjölnir | Fjölnir | Fjölnir | Fjölnir | Fjölnir |       |       |       |       |  |  |         |         |         |         |         |         |  |  |  |  |